# Ariosto Agosti
Ariosto Agosti (Stradella, 21 febbraio 1909 – ...) è stato un rugbista a 15 e allenatore di rugby a 15 italiano, di ruolo tre quarti centro.
Vero e proprio pioniere del rugby italiano, avendo disputato il primo incontro ufficiale con la maglia dello Sport Italia Club, esordisce la stagione successiva con la Ambrosiana nel primo campionato italiano di rugby, aggiudicandosi il titolo. L'anno successivo segue le sorti della compagine che diventa Amatori Milano bissando il titolo dell'anno precedente.
Dopo una breve parentesi nel G.S. Mussolini, torna agli Amatori Milano dove vince altri 3 titoli.
Raccolse una presenza in nazionale il 16 aprile 1933, subentrando al 79º minuto a Giuseppe Gattoni nell'incontro vinto contro la Cecoslovacchia.
Dopo il ritiro, guidò come allenatore la Rho.

## Palmarès
- Campionati italiani: 5
Ambrosiana: 1928-1929
Amatori Milano: 1929-1930, 1932-1933, 1933-1934, 1935-1936